# 툴젠
툴젠(ToolGen)은 대한민국의 유전자교정 기업이다. 본사는 서울특별시 강서구 마곡중앙로 172 8 층에 있으며 대표이사는 김진수이다. CRISPR-Cas9 유전자가위 원천 특허를 보유하고 있다 2021년 12월 10일에 상장하였다.

## 역사
김진수 싱가포르 국립대 교수가 1999년에 설립하였다

## 기술
유전자 편집 기술인 ZincFinger, TALEN, Crispr/Cas9를 보유하고 있다

## 같이 보기
- 크리스퍼 테라퓨틱스

## 참고문헌
1. ↑  툴젠, 눌라바이오에 크리스퍼-캐스9 기술이전, 히트 뉴스, 2023.12.20
2. ↑  진주 눌라바이오-툴젠, 기술 이전 계약, KN뉴스, 2023-12-22
3. ↑  김성민, 한국IR협의회 기술분석보고서 툴젠, 2023.06.15
4. ↑  김수진, 이병화 툴젠 대표 "유전자 가위 선도…글로벌 노린다" 현장에서 만난 CEO, 한경, 2023.12.22
5. ↑  서근희, 삼성증권 Company Update- 툴젠, 2022. 3. 17